# Benetton B189
A Benetton B189 egy Formula–1-es versenyautó, amelyet a Benetton tervezett az 1989-es Formula–1 világbajnokságra. Áttervezett, B189B kódnevű változatával versenyeztek az 1990-es idény első két futamán. Pilótái 1989-ben Alessandro Nannini és Emanuele Pirro voltak, míg 1990-ben a Pirro helyére kerülő Nelson Piquet.

## Áttekintés
Az autó már az idény elején kész volt, mégsem lehetett még bevetni, mert a Ford-Cosworth új, HBA1 megnevezésű motorja különféle hibákkal küzdött és még fejlesztés alatt állt. Mivel a motor elrendezése is más volt, mint a régié, ezért az is lehetetlen volt, hogy csak úgy beépítsék a régi motort az új autóba. Ha ez még nem lett volna elég, Nannini a tesztek során össze is törte azt. Emiatt az idényt az előző évi autóval kezdték meg, és bár az is képes volt küzdeni a dobogós helyekért, jól látható volt az elmaradása a többiekhez képest.
A francia nagydíjon végre bemutatkozhatott az új autó, amellyel Nannini rögtön a negyedik helyre kvalifikált, és a futamon is jól teljesített, egész addig, amíg a hátsó felfüggesztés el nem tört és ki nem pördült - szerencsére ütközés nélkül megúszta. A második autó a német nagydíjra lett kész, ezt már Pirro is vezethette, aki nemrég került a csapathoz, és egyben a McLaren tesztpilótája is volt.
A B1989 egyszer a győzelemre is képes volt, méghozzá a japán nagydíjon - habár csak azért, mert Ayrton Sennát, aki megnyerte a futamot, kizárták. Ekkoriban kétféle motort is használtak: az erősebb, újabb, de még nem kellőképpen kiforrott HBA4 általában az időmérő edzéseken került bevetésre. A szezonzáró ausztrál nagydíjon Nannini még szerzett egy második helyet, Pirro pedig két pontot, ezzel a csapat konstruktőri negyedikként zárta az évet.
1990-ben az első két futamon ezt az autót használták, csak ezúttal Pirro helyén a háromszoros világbajnok Nelson Piquet ült.
Ez volt az utolsó olyan autója a Benettonnak, amely a pilótafülke két oldalára helyezte el a légbeömlőket, ezt követően áttértek a mások által is alkalmazott, a pilóta feje fölé elhelyezett beömlőre.

## Eredmények
(Táblázat értelmezése)

(Félkövér: pole-pozícióból indult; dőlt: leggyorsabb kört futott) 

| Év   | Csapat               | Kasztni | Motor            | Gumik | Pilóták            | 1   | 2   | 3   | 4   | 5   | 6   | 7   | 8   | 9   | 10  | 11  | 12  | 13  | 14  | 15  | 16  | Pontok | Helyezés |
| ---- | -------------------- | ------- | ---------------- | ----- | ------------------ | --- | --- | --- | --- | --- | --- | --- | --- | --- | --- | --- | --- | --- | --- | --- | --- | ------ | -------- |
| 1989 | Benetton Formula Ltd | B189    | Ford HBA1 / HBA4 | G     |                    | BRA | SMR | MON | MEX | USA | CAN | FRA | GBR | GER | HUN | BEL | ITA | POR | ESP | JPN | AUS | 39*    | 4.       |
| 1989 | Benetton Formula Ltd | B189    | Ford HBA1 / HBA4 | G     | Alessandro Nannini |     |     |     |     |     |     | KI  | 3   | KI  | KI  | 5   | KI  | 4   | KI  | 1   | 2   | 39*    | 4.       |
| 1989 | Benetton Formula Ltd | B189    | Ford HBA1 / HBA4 | G     | Emanuele Pirro     |     |     |     |     |     |     |     |     | KI  | 8   | 10  | KI  | KI  | KI  | KI  | 5   | 39*    | 4.       |
| 1990 | Benetton Formula Ltd | B189B   | Ford HBA4        | G     |                    | USA | BRA | SMR | MON | CAN | MEX | FRA | GBR | GER | HUN | BEL | ITA | POR | ESP | JPN | AUS | 71**   | 3.       |
| 1990 | Benetton Formula Ltd | B189B   | Ford HBA4        | G     | Alessandro Nannini | 11  | 10  |     |     |     |     |     |     |     |     |     |     |     |     |     |     | 71**   | 3.       |
| 1990 | Benetton Formula Ltd | B189B   | Ford HBA4        | G     | Nelson Piquet      | 4   | 6   |     |     |     |     |     |     |     |     |     |     |     |     |     |     | 71**   | 3.       |

* 13 pontot szereztek a B188-assal
** 67 pontot szereztek a B190-essel